# 9679 Crutzen
9679 Crutzen (2600 P-L) là một tiểu hành tinh vành đai chính.